# Nikita Nikitič Romanov
Nikita Nikitič Romanov (13. května 1923, Londýn – 3. května 2007, New York) byl ruský princ.

## Život
Narodil se 13. května 1923 v Londýně jako syn prince Nikity Alexandroviče Romanova a princezny Marie Illarionovny Voroncové-Daškové. Dětství prožil ve Velké Británii a Francii.
Sloužil v britské armádě. Roku 1949 odešel do USA. Vystudoval historii na Kalifornské univerzitě v Berkeley. Na živobytí a vzdělání si vydělával jako čalouník nábytku. Nějakou dobu učil historii na Stanfordově univerzitě a univerzitě v San Franciscu.
Dne 14. července 1961 se v Londýně oženil s Janet Schoenwald, která konvertovala k pravoslaví se jménem Anna Michajlovna. Spolu měli jednoho syna:
- princ Fjodor (1974–2007), vystudoval klasické a starověké jazyk, dne 27. srpna 2007 v Pompano Beach na Floridě spáchal sebevraždu

Roku 1975 vydal knihu o Ivanu Hrozném.
Byl vicepředsedou Romanovské rodinné asociace.
Zemřel 3. května 2007.